# AMV35
AMV35 är ett militärt spaningsfordon med fyra axlar och allhjulsdrift utvecklat av BAE Systems och Patria. Fordonet har ett avancerat pansarskydd i flera lager, väger cirka 30 ton, har en topphastighet på ca 100 km/h och en räckvidd på 800 km. AMV35 drivs av 2 x DI 12 Scania dieselmotorer (360kW) och har en automatisk växellåda.

## Beväpning
Beväpningen består av en E35, 35 mm kanon utvecklad av BAE Systems Hägglunds och som kan träffa mål på upp till 4000 meter. Utöver kanonen har AMV35 integrerade pansarvärnsrobotar och ett 7,62 mm maskingevär koaxialt monterat med kanonen.